# Valentina Kullam
Valentina Semenovna Kullam (Russisch: Валентина Семеновна Куллам; meisjesnaam: Назаренко; Nazarenko) (Zinovjevsk, 22 augustus 1930 - Tallinn, 29 november 2014) was een basketbalspeler van het nationale damesteam van de Sovjet-Unie. Ze werd Meester in de sport van de Sovjet-Unie.

## Carrière
Kullam speelde voor Dinamo Kiev, MAI Moskou en USK Tartu. Ze werd met Mai Moskou twee keer Landskampioen van de Sovjet-Unie in 1954 en 1955. Ze werd met USK Tartu drie keer tweede in 1958, 1959 en 1960. In 1959 was dat met de Estische SSR. In 1956 werd ze landskampioen van de Sovjet-Unie met RSFSR Moskou
Als speler voor het nationale team van de Sovjet-Unie won ze Twee keer goud op het Europees kampioenschap in 1952 en 1954.

## Privé
In 1954 trouwde Nazarenko met de beroemde basketbalspeler van "Kalev" en het nationale team van de USSR Ilmar Kullam.

## Erelijst
- Landskampioen Sovjet-Unie: 3
  - Winnaar: 1954, 1955, 1956
  - Tweede: 1952, 1953, 1958, 1959, 1960
- Spartakiad van de Volkeren van de USSR: 1
  - Winnaar: 1956
- Europees Kampioenschap: 2
  - Goud: 1952, 1954